# Liste von Pfarrhäusern in Bayern (Oberbayern)
Die Liste von Pfarrhäusern in Bayern (Oberbayern) ist Teil der Liste von Pfarrhäusern in Bayern; dort findet man auch allgemeine Erläuterungen zum Thema.

## Landkreis Altötting
| Gemeinde / Ort / Adresse Koordinaten                                             | Baustil / Gebäudetyp                                          | Erbaut                                            | Bemerkungen | Bild           |
| -------------------------------------------------------------------------------- | ------------------------------------------------------------- | ------------------------------------------------- | --- | -------------- |
| Reischach Arbing Dorfstraße 3 (48° 19′ 23,9″ N, 12° 42′ 39,4″ O)                 | Heimatstil Pfarrhaus (Arbing)                                 | Ende 19. Jhd.                                     | Zweigeschossiger traufständiger Satteldachbau im historisierenden Stil. Verdachung und Relief über dem Eingang. |                |
| Burghausen Messerzeile 16 (48° 9′ 26,9″ N, 12° 49′ 54″ O)                        | Barock Pfarrhaus (Burghausen)                                 | 1731                                              | Siebenachsiger, dreigeschossiger, freistehender Satteldachbau in Traufstellung mit Lisenengliederung mit Stichbogenportal. | weitere Bilder |
| Burgkirchen an der Alz Eichendorffring 14 (48° 9′ 57,2″ N, 12° 43′ 52,1″ O)      | Modern Pfarrhaus                                              | 1963                                              | Ein- bis zweigeschossiger Satteldachbau; Garage mit Gartenzugang, von Karl H. Schwabenbauer, 1963. |                |
| Feichten an der Alz Pfarrgasse 2; 2a (48° 4′ 52,6″ N, 12° 35′ 50,3″ O)           | Barock Pfarrhaus                                              | 1634                                              | Altertümlicher, dreigeschossiger Bau mit Krüppelwalm und Osterker, wohl erste Hälfte 16. Jahrhundert, Umbauten 1709; ehemaliges Dienstbotenhaus, jetzt Kindergarten, zweigeschossiger Putzbau mit Mansard-Walmdach, bezeichnet mit dem Jahr 1634, Ende 18. Jahrhundert. |                |
| Kastl (Landkreis Altötting) Schulstraße 2 (48° 11′ 44,3″ N, 12° 41′ 42,3″ O)     | Klassizismus Pfarrhaus (Kastl)                                | 1839                                              | Zweigeschossiger Walmdachbau mit Gurtgesims und Rundbogenfenstern. |                |
| Neuötting Ludwigstraße 16 (48° 14′ 27,8″ N, 12° 41′ 3,9″ O)                      | Klassizismus Pfarrhaus                                        | im Kern wohl 18. Jhd.                             | Zweigeschossiger Walmdachbau in Ecklage mit Vorschussmauer und geschweiften Tür- und Fensterumrahmungen sowie umlaufendem, profiliertem Traufgesims. |                |
| Perach Kirchgasse 1 (48° 15′ 57,7″ N, 12° 45′ 58,8″ O)                           | Pfarrhaus                                                     | 17./18. Jhd.                                      | Breitgelagerter zweigeschossiger Flachsatteldachbau, auf Grundlage des 17./18. Jahrhunderts weitgehend erneuert 1814. |                |
| Burghausen Raitenhaslach (48° 7′ 42″ N, 12° 47′ 13″ O)                           | Klassizismus Prälatur                                         | 1777/78                                           | Dreigeschossiger Halbwalmdachbau mit gewölbtem Erdgeschoss, nach Plänen von Maurermeister Franz Alois Mayr, auf älterer baulicher Grundlage; mit Ausstattung. Teil des ehemaliges Zisterzienserklosters Raitenhaslach. Bildet zusammen mit der Klosterkirche im Norden und der Klosterschule im Süden eine Dreiflügelanlage. |                |
| Altötting Unterholzhausen Unterholzhausen 52 (48° 14′ 52,1″ N, 12° 38′ 0,4″ O)   | Barock Pfarrhaus                                              | 1722                                              | Zweigeschossiger, stattlicher, freistehender barocker Walmdachbau mit Stuckgliederung, Portale mit gesprengtem Giebel an Nord- und Südseite, bezeichnet mit dem Jahr 1722. |                |
| Unterneukirchen Kirchenweg 2/4 (48° 9′ 56,2″ N, 12° 37′ 13,7″ O)                 | Barock Pfarrhaus                                              | 1812                                              | Langgestreckter zweigeschossiger Putzbau mit Krüppelwalmdach. |                |
| Garching an der Alz Altöttinger Straße 38 (48° 8′ 6,5″ N, 12° 35′ 30″ O)         | Barock Pfarrhaus                                              | 1729                                              | Stattlicher, zweigeschossiger Bau mit hohem Walmdach, bezeichnet mit dem Jahr 1729. |                |
| Garching an der Alz Hart an der Alz Schulstraße 7 (48° 8′ 6,5″ N, 12° 35′ 30″ O) | Neorokoko Pfarrhaus                                           | 1927                                              | Zweigeschossiger Bau mit Schopfwalmdach. |                |
| Garching an der Alz Wald an der Alz 48° 7′ 27″ N, 12° 35′ 29,4″ O                | Renaissance ehem. Pfleghaus jetzt Pfarrhaus (Wald an der Alz) | Zweiten Hälfte 15. Jhd. errichtet / 1562 umgebaut | Zweigeschossiger Steilsatteldachbau besitzt einen Kastenerker. | weitere Bilder |
| Winhöring Neuöttinger Straße 5/7 (48° 15′ 58,2″ N, 12° 39′ 8,5″ O)               | Renaissance Pfarrhof (Winhöring)                              | Zweiten Hälfte 15. Jhd. errichtet / 1562 umgebaut | Stattliche Barockanlage bestehend aus einem zweigeschossigen Wohnhaus mit Arkaden, Balustraden und Turm. Nordwestlich grenzt der ehemalige Ökonomietrakt an, ein Satteldachbau mit Lisenengliederung, profilierten Lichtöffnungen und Arkadengang. Nördlich steht das zweigeschossige Mesnerhaus mit Steildach, das vermutlich im 18. Jahrhundert erbaut wurde. Der Westflügel des Pfarrhofes ist ein ehemaliger zweigeschossiger Ökonomietrakt mit Satteldach mit Türmchen und querovalen Lichtöffnungen. Im Südflügel, ein ehemaliger Ökonomietrakt, befindet sich heute die Gemeindebücherei. |                |

## Landkreis Bad Tölz-Wolfratshausen
| Gemeinde / Ort / Adresse Koordinaten                                                     | Baustil / Gebäudetyp                   | Erbaut                            | Bemerkungen | Bild |
| ---------------------------------------------------------------------------------------- | -------------------------------------- | --------------------------------- | --- | ---- |
| Bad Heilbrunn Sankt-Kilians-Platz 3 (47° 44′ 46,4″ N, 11° 27′ 12,9″ O)                   | Klassizismus Pfarrhaus (Bad Heilbrunn) | 1810                              | Zweigeschossiger Halbwalmdachbau mit Ortgang-Gesims, mit drei zu fünf Fensterachsen. Er wurde unter Verwendung von Teilen des Badehauses aus dem Jahr 1659 errichtet.                                                              |      |
| Benediktbeuern Dorfplatz 4 (47° 42′ 26,5″ N, 11° 24′ 45,3″ O)                            | Barock Pfarrhaus                       | Ende 17. Jhd.                     | Zweigeschossiger barocker Steildachbau mit gemalter Gliederung, Ende 17. Jahrhundert. Neun zu zwei Fensterachsen. Ehemaliges Klosterrichterhaus, dann Pfarrhaus.                                                                   |      |
| Eurasburg Beuersberg Klosterstraße 2 (47° 49′ 43,3″ N, 11° 24′ 41,3″ O)                  | Barock Pfarrheim                       | 1704                              | Zweigeschossiger Steildachbau mit gemalter Architekturgliederung. Drei zu vier Fensterachsen. Giebelseitige Ladeluken. Ehemaliger Zehntstadel, jetzt Pfarrheim.                                                                    |      |
| Eurasburg Beuersberg Klosterstraße 6 (47° 49′ 44,7″ N, 11° 24′ 44,4″ O)                  | Barock Pfarrhof                        | 1. Hälfte 18. Jhd. 1855 erweitert | Zweigeschossiger Satteldachbau mit gemalter Gliederung. Einfriedung: Ummauerung mit zwei putzgegliederten Portalen, 1. Hälfte 18. Jahrhundert; Nebengebäude, kleiner Satteldachbau, 1. Hälfte 18. Jahrhundert, teilweise erneuert. |      |
| Dietramszell Am Richteranger 8 (47° 50′ 56,9″ N, 11° 35′ 39,9″ O)                        | Neobarock Pfarrhaus                    | 1894/95                           | Zweigeschossiger historisierender Walmdachbau über Sockelgeschoss mit geschweiftem putzgegliedertem Zwerchgiebel und Kastenerker.                                                                                                  |      |
| Gaißach Dorf 16 (47° 44′ 49,6″ N, 11° 34′ 49,2″ O)                                       | Klassizismus Pfarrhaus                 | 2. Hälfte 18. Jhd.                | Zweigeschossiger Satteldachbau mit Putzgliederung. |      |
| Dietramszell Hechenberg (Dietramszell) Am Burgstall 2 (47° 49′ 21,5″ N, 11° 32′ 51,8″ O) | Klassizismus Pfarrhaus                 | 1832                              | Zweigeschossiger Walmdachbau mit Putzgliederung. |      |
| Jachenau Dorf 6 1/2 (47° 36′ 19,3″ N, 11° 25′ 53,7″ O)                                   | Klassizismus Pfarrhaus (abgegangen)    | 1813/14                           | Zweigeschossiger Krüppelwalmdachbau mit drei zu vier Fensterachsen. 1974 abgerissen. |      |
| Königsdorf (Oberbayern) Hauptstraße 50 (47° 48′ 52,8″ N, 11° 28′ 46,8″ O)                | Neogotik Pfarrhaus                     | 1858/59                           | Zweigeschossiger lisenengegliederter Satteldachbau in neugotischen Formen mit Treppengiebeln. |      |

## Landkreis Dachau
| Gemeinde / Ort / Adresse Koordinaten  | Baustil / Gebäudetyp | Erbaut                         | Bemerkungen | Bild |
| ------------------------------------- | -------------------- | ------------------------------ | --- | ---- |
| Pfarrhaus (Arnbach)                   | Barock               | 1735                           | Zweigeschossiger Satteldachbau mit Gesimsgliederung und fünf zu vier Fensterachsen. |      |
| Pfarrhaus Ebertshausen (Odelzhausen)  | Barock               | 18./19. Jhd.                   | Zweigeschossiger Satteldachbau mit vier zu drei Fensterachsen. |      |
| Pfarrhaus Giebing (Vierkirchen)       | Klassizismus         | 1835                           | Zweigeschossiger Walmdachbau mit drei zu zwei Fensterachsen. |      |
| Pfarrhaus Großberghofen (Erdweg)      | Klassizismus         | um 1860/70                     | Zweigeschossiger Satteldachbau mit vier zu zwei Fensterachsen und Putzgliederung. |      |
| Pfarrhaus (Hohenzell)                 | Heimatstil           | 1900                           | Zweigeschossiger, lisenengegliederter Satteldachbau mit Jugendstilelementen, übergiebeltem Eingangsrisalit und Treppenfriesen – sechs zu zwei Fensterachsen.                                        |      |
| Pfarrhaus (Kreuzholzhausen)           | Heimatstil           | 1912                           | Zweigeschossiger, Satteldachbau und Eckerker mit drei zu zwei Fensterachsen. |      |
| Pfarrhaus (Mitterndorf)               | Barock               | 1752                           | Zweigeschossige Satteldachbau mit sechs zu fünf Fensterachsen von Anton Glonner. Eingang in Rundbogen eingefasst. An der Giebelseite ist noch die große Ladeluke des hohen Speicherraums vorhanden. |      |
| Pfarrhaus (Pellheim)                  | Barock               | im Kern vermutlich im 18. Jhd. | Zweigeschossiger Walmdachbau mit sieben Fensterachsen an der Frontseite. |      |
| Pfarrhaus (Pfaffenhofen an der Glonn) | Barock               | 1612 umgestaltet 1793 und 1805 | Zweigeschossiger Satteldachbau mit polygonalen Eckerkern und Erweiterungen im Osten und Norden. |      |
| Pfarrhof (Pipinsried)                 | Heimatstil           | 1911                           | Zweigeschossiger Walmdachbau von 1911, sowie einem ehemaligen Pferdestall aus der zweiten Hälfte des 19. Jahrhunderts und einer Remise wohl aus dem 18. Jahrhundert.                                |      |
| Pfarrhaus (Sulzemoos)                 | Klassizismus         | Ende 18. Jhd.                  | Zweigeschossiger Satteldachbau mit Fledermausgauben und Aufzugsgiebel – sechs zu vier Fensterachsen.                                                                                                |      |
| Pfarrhaus Vierkirchen (Oberbayern)    | Klassizismus         | 1836                           | Zweigeschossiger Walmdachbau mit Fledermausgaube, Gesimsgliederung und fünf zu drei Fensterachsen. Er wird umgeben vom ehemaligen Pfarrgarten, der heute als Parkanlage genutzt wird.               |      |

## Landkreis Ebersberg
| Gemeinde / Ort / Adresse Koordinaten              | Baustil / Gebäudetyp | Erbaut                                          | Bemerkungen | Bild |
| ------------------------------------------------- | -------------------- | ----------------------------------------------- | --- | ---- |
| Pfarrhof Anzing                                   | Barock               | 18. Jhd.                                        | Zweigeschossiger verputzter Einfirsthof mit Satteldach auf hohem Kellergeschoss, abgesetzter Stalltrakt mit Bohlenstube im verbretterten Obergeschoss wohl frühes 18. Jahrhundert, Wohnteil erneuert 1840 |      |
| Pfarrhaus Baldham Maria Königin                   | Moderne              | 1978                                            | |      |
| Pfarrhof Ebersberg                                | Klassizismus         | 3. Viertel 19. Jhd.                             | Zweigeschossiger verputzter Traufseitbau, mit Flachsatteldach, eiserner Balkon und eiserne Fensterkörbe.                                                                                                  |      |
| Pfarrhof Frauenneuharting                         | Klassizismus         | 1. Hälfte 19. J                                 | Zweigeschossiger verputzter Einfirsthof mit steilem Satteldach. |      |
| Pfarrhof Grafing St. Ägidius                      | Klassizismus         | im Kern 17./18. Jhd. Erscheinung Mitte 19. Jhd. | Zweigeschossiger Putzbau mit steilem Satteldach, im Kern 17./18. Jahrhundert, äußere Erscheinung Mitte 19. Jahrhundert                                                                                    |      |
| Pfarrhaus Straußdorf (Grafing bei München)        | Klassizismus         | wohl 18. Jhd.                                   | Langgestreckte zweigeschossige Einfirstanlage mit Flachsatteldach, massiver Wohnteil mit erkerartigen Ausbauten und Wirtschaftsteil mit zwei Tennen und Bundwerk.                                         |      |
| Pfarrhaus Markt Schwaben St. Margaret             | Barock               | 1762                                            | Zweigeschossiger kubischer Walmdachbau in barocken Formen |      |
| Pfarrhaus Vaterstetten Zum Kostbaren Blut Christi |                      |                                                 | |      |
| Pfarrhaus Zorneding                               | Klassizismus         | 1802                                            | Zweigeschossiges, rechteckiges Gebäude mit schlichter Fassade und Walmdach. |      |

## Landkreis Eichstätt
| Gemeinde / Ort / Adresse Koordinaten                                           | Baustil / Gebäudetyp     | Erbaut                         | Bemerkungen | Bild |
| ------------------------------------------------------------------------------ | ------------------------ | ------------------------------ | --- | ---- |
| Kösching Bettbrunn Forststraße 12 (48° 52′ 26,7″ N, 11° 33′ 22,9″ O)           | Klassizismus Pfarrhaus   | Ende 18. Jhd.                  | Zweigeschossiger Mansarddachbau mit Schopfwalm und barocker Putzgliederung, Ende 18. Jahrhundert/Anfang 19. Jahrhundert; Hofeinfahrt, Mitte 19. Jahrhundert, in jüngerer Zeit erneuert. |      |
| Buxheim Kirchenring 13 (48° 48′ 16,5″ N, 11° 17′ 35,4″ O)                      | Barock Pfarrstadel       | 1613                           | Pfarrstadel, jetzt Gemeindezentrum, zweigeschossiger Flachsatteldachbau mit Kalkplattendach und zwei Erkern an der Nordseite, in den späten 1980er Jahren umgebaut; südlich angeschlossen ehemalige Pfarrstallungen, jetzt Gemeindezentrum, langer zweigeschossiger Trakt mit Kalkplattendach, wohl 1687; Einfriedungsmauer des Pfarrhofs im Osten und Süden, 18./19. Jahrhundert. |      |
| Denkendorf Meierhofstraße 1 (48° 55′ 40,8″ N, 11° 27′ 31,5″ O)                 | Barock Pfarrhaus         | 1706/07                        | Zweigeschossiger Massivbau mit hohem Kniestock und Kalkplattendach, erbaut 1706/07 anstelle des im späten 17. Jahrhundert baufällig gewordenen Vorgängerbaus. |      |
| Denkendorf Dörndorf Kirchstraße 4 (48° 56′ 32″ N, 11° 28′ 48″ O)               | Barock Pfarrhaus         | 1708                           | Zweigeschossiger Massivbau mit hohem Kniestock und Kalkplattendach, nach Brand wiederaufgebaut, bildet mit der Kirche eine Baugruppe; massive Scheune auf Bruchsteinsockel, mit Fachwerk und Kalkplattendach, segmentbogige Toreinfahrt, 18. Jahrhundert. Wirtschaftsgebäude: langgestreckter Satteldachbau mit Kalkplatten, Obergeschoss mit Fachwerk, 19. Jahrhundert. |      |
| Dollnstein Am Kirchberg 4 (48° 52′ 34,7″ N, 11° 4′ 26,8″ O)                    | Rokoko Pfarrhaus         | 1744                           | Zweigeschossiger Mansarddachbau mit mittigem Zwerchhaus, Putzbandgliederung und Putzrahmungen um die Fenster, von Gabriel de Gabrieli erbaut. Pfarrgartenmauer aus dem 18. Jahrhundert. |      |
| Eichstätt Am Graben 26 (48° 53′ 32″ N, 11° 11′ 16,7″ O)                        | Barock Pfarrhaus         | 1724                           | Zweigeschossiger Bau mit flachgeneigtem Walmdach und Putzgliederung, von Gabriel de Gabrieli, 1724 dendrochronologisch datiert. Ehemals Klosterschule, heute evangelisch-lutherisches Pfarrhaus. |      |
| Eichstätt Ingolstädter Straße 36 (48° 53′ 10,6″ N, 11° 11′ 11,8″ O)            | Barock Pfarrhaus         | mittelalterlich / 17./18. Jhd. | Ehemaliger Siechhof St. Lazarus, durch Einfriedungsmauern miteinander verbundene Gebäudegruppe aus giebelständigem Pfarrhaus (sogenanntes Benefiziatenhaus), in Jurabauweise, 17./18. Jahrhundert, im Untergeschoss gotisch; ehemaliges Siechenhaus, später zur Scheune umgebaut, langgestreckter erdgeschossiger Bau mit Fachwerkkniestock, 1417 dendrochronologisch datiert; Siechenkapelle St. Lazarus und St. Magdalena, Saalbau mit Schweifgiebeln und mit eingezogenem Rechteckchor, 17. Jahrhundert, im Untergeschoss gotisch (1346 gestiftet). |      |
| Eichstätt Kipfenberger Straße 2 a (48° 53′ 7″ N, 11° 12′ 9,1″ O)               | Pfarrhaus                | 1963–1965                      | Pfarrhaus und ehem. Kindergarten, Sichtbetonbau mit Ziegelausfachung und freistehendem Glockenturm, von Karljosef Schattner, unter Mitarbeit von Andreas Fürsich, 1963–1965; mit Ausstattung; ehem. Kindergarten, heute Pfarrheim, eingeschossiger Betonfertigteilbau mit Kiespressdach, gleichzeitig; Pfarrhaus, zweigeschossiger Betonfertigteilbau, teils mit Backsteinausfachung, gleichzeitig; freistehender Glockenturm, Sichtbetonscheibe mit rechteckigem Glockenständer, Treppenanlage und quadratischer Vorhof der Kirche, gleichzeitig      |      |
| Eichstätt Leonrodplatz 2 (48° 53′ 27″ N, 11° 11′ 4,9″ O)                       | Barock Pfarrhaus         | 1720                           | Barockbau mit Pilastergliederung und Mansarddach, wohl von Gabriel de Gabrieli um 1720, rückseitig mit Verbindung zur Pfarrkirche und einbezogenem rundem Treppenturm, Ende 16. Jahrhundert; historistische Einfriedung mit Steinpfosten und gusseisernem Zaun- und Torgitter letztes Viertel 19. Jahrhundert. |      |
| Eichstätt Walburgiberg 2 (48° 53′ 43,1″ N, 11° 11′ 2,9″ O)                     | Barock Pfarrhaus         | 1711                           | Östlicher Teil vom ehemaligen Kastengebäude des Walburgaklosters, jetzt Pfarrhaus, dreigeschossig, am Westrand der Traufseite ehemalige Ladeluke in Form eines Zwerchhäuschens, vier Eingänge und Rundbogeneinfahrt, bezeichnet mit dem Jahr 1711 |      |
| Mörnsheim Ensfeld Kirchberg 6 (48° 50′ 13,8″ N, 11° 1′ 12,5″ O)                | Barock Pfarrhaus Ensfeld | 1781                           | Zweigeschossiger Steilsatteldachbau mit vier zu zwei Fensterachsen, Gesimsgliederung und Fensterrahmungen. Im Giebel sind die Ladeluken des zweigeschossigen Daches erhalten. |      |
| Kinding Enkering Hauptstraße 31 (48° 59′ 31,2″ N, 11° 21′ 54,4″ O)             | Barock Pfarrhaus         | 1757                           | Zweigeschossiger Massivbau mit Mansardwalmdach und Aufzugsgiebel, bezeichnet mit dem Jahr 1757. |      |
| Pförring Forchheim Stefanistraße 7 (48° 49′ 34,3″ N, 11° 40′ 56,8″ O)          | Barock Pfarrhaus         | 1723                           | Zweigeschossiger Massivbau mit Schopfmansarddach, Putzbandgliederung und barocken Lüftungsöffnungen im Giebel, 1723. |      |
| Denkendorf Gelbelsee Schmiedstraße 16 (48° 56′ 45,1″ N, 11° 26′ 11,4″ O)       | Barock Pfarrhaus         | um 1680                        | Zweigeschossiger Massivbau mit hohem Kniestock und Flachsatteldach, Putzgliederung, mit Umbauten aus dem 19. und 20. Jahrhundert. |      |
| Kinding Haunstetten Hardtstraße 5 (49° 0′ 56″ N, 11° 24′ 37,1″ O)              | Barock Pfarrhaus         | 1629                           | Zweigeschossiger Massivbau mit hohem Kniestock und Flachsatteldach, Wappentafel bezeichnet mit dem Jahr 1629; Pfarrscheune, Fachwerkbau, traufseitig erschlossen, Ende 18./Anfang 19. Jahrhundert. |      |
| Hitzhofen Hofstetten Schloßstraße 1 (48° 52′ 21,3″ N, 11° 19′ 51,5″ O)         | Barock Pfarrhaus         | 1616                           | Zweigeschossiger Flachsatteldachbau, ehemals mit Kalkplattendach und eingelassenem Wappenstein bezeichnet mit dem Jahr 1616. |      |
| Kinding Gredinger Straße 6 (49° 0′ 4,1″ N, 11° 22′ 51,3″ O)                    | Klassizismus Pfarrhaus   | 1857                           | Zweigeschossiger Steildachbau mit segmentbogigen Fenstern, Putzgliederung und Lüftungsluken, mit Außentreppe, erbaut 1857. |      |
| Kipfenberg Geißberg 3 (48° 56′ 59,7″ N, 11° 23′ 45,6″ O)                       | Barock Pfarrhaus         | 1726                           | Zweigeschossiger SWalmdachbau mit Zwerchgiebel, barocke Putzgliederung, 1726. |      |
| Lenting Pfarrgasse 13 (48° 48′ 26,1″ N, 11° 27′ 21,7″ O)                       | Pfarrhaus                | 1904                           | Zweigeschossiger Massivbau mit Satteldach und Zwerchhaus, Eckerker und Hausmadonna giebelseitig, Giebelaufsätze am First, 1904 erbaut. |      |
| Pförring Lobsing Schulstraße 1 (48° 51′ 17,1″ N, 11° 41′ 28,4″ O)              | Klassizismus Pfarrhaus   | 1767–1778                      | Zweigeschossiger Mansardwalmdachbau mit Putzbandgliederung und Fensterfaschen, nach Plan von Vitus Haltmayr; angeschlossenes ehemaliges Stallgebäude mit Flachsatteldach, 18. Jahrhundert. |      |
| Nassenfels Meilenhofen Pfarrgasse 4 (48° 48′ 10,3″ N, 11° 11′ 9,5″ O)          | Barock Pfarrhaus         | 1616                           | Zweigeschossiger Flachsatteldachbau mit Kalkplatten (erneuert), Putzrahmung und Eckrustizierung, bezeichnet mit „1616“; Hofeinfahrt. |      |
| Adelschlag Ochsenfeld Ingolstädter Straße 3 (48° 50′ 41,3″ N, 11° 9′ 40,5″ O)  | Klassizismus Pfarrhaus   | 1798                           | Zweigeschossiger Schopfmansarddachbau, von Georg Salbeck. |      |
| Pförring Marktplatz 16 (48° 48′ 28,4″ N, 11° 41′ 23,7″ O)                      | Klassizismus Pfarrhaus   | 1766                           | Zweigeschossiger Steildachbau mit barockem Portal, bezeichnet mit dem Jahr 1766 (nicht sichtbar). |      |
| Kösching Pfarrgasse 2 (48° 48′ 37,7″ N, 11° 29′ 55,4″ O)                       | Barock Pfarrhaus         | Anf. 18. Jhd.                  | Zweigeschossiger Steilgiebelbau, barocke Putzgliederung, Anfang 18. Jahrhundert. |      |
| Beilngries Kottingwörth Alte Salzstraße 15 (49° 1′ 11″ N, 11° 31′ 7,7″ O)      | Barock Pfarrhaus         | 1622                           | Zweigeschossiger Giebelbau mit Flachsatteldach, durch Wappentafel bezeichnet mit dem Jahr „1622“, erneuert 1992–1993. |      |
| Kipfenberg Schambach Mühlenstraße 16 (48° 54′ 15,7″ N, 11° 22′ 6,7″ O)         | Barock Pfarrhaus         | 1793                           | Zweigeschossiger rechteckiger Massivbau mit hohem Kniestock und flachem Satteldach, 1793; mit angebautem Stadel, Satteldachbau, Obergeschoss Fachwerk, 1. Viertel 19. Jh. |      |
| Altmannstein Schamhaupten Neustädter Straße 3 (48° 54′ 52,8″ N, 11° 35′ 58″ O) | Barock Pfarrhaus         | Mitte 18. Jhd.                 | Zweigeschossiger Massivbau mit Kalkplattendach, Giebelvorschüssen und kleinem Aufzugsgiebel. Pfarrstadel: mit Fachwerkgiebel und segmentbogigem Tor, wohl 18. Jahrhundert. Backhaus: 18./19. Jahrhundert; Garten- und Hofmauern, 18./19. Jahrhundert. |      |
| Altmannstein Sollern Marienstraße 8 (48° 54′ 6,4″ N, 11° 38′ 8,2″ O)           | Barock Pfarrhaus         | 18. Jhd.                       | Zweigeschossiger Steildachbau, auf Straßenseite rhythmischer Wechsel der Fenstergrößen, Putzgliederung, auf der Wetterfahne bezeichnet mit „1878“ (fehlt!), 1995 renoviert; Pfarrgartenmauer, wohl 18. Jahrhundert. |      |

## Landkreis Erding
| Gemeinde / Ort / Adresse Koordinaten                    | Baustil / Gebäudetyp | Erbaut                       | Bemerkungen | Bild |
| ------------------------------------------------------- | -------------------- | ---------------------------- | --- | ---- |
| Pfarrhaus Aufkirchen (Oberding)                         | Klassizismus         | 2. Hälfte 19. Jhd.           | Langgestreckter zweigeschossiger Satteldachbau mit Gurtgesims, neun Fensterachsen und Putzgliederung. |      |
| Pfarrhaus Berglern                                      | Barock               | wohl 2. Hälfte 18. Jhd.      | Zweigeschossiger Walmdachbau mit profiliertem Traufgesims. |      |
| Pfarrhaus Bockhorn                                      | Barock               | 1775                         | Zweigeschossiger, schlossartiger Barockbau mit Mansardwalmdach, von Johann Baptist Lethner, bezeichnet 1775. Prunkhaftes Barockportal mit Balustern und Freitreppe. Ökonomie: zweigeschossiger Satteldachbau mit Gesimsgliederung, Mitte 19. Jahrhundert, und angeschlossenem Torbogen. |      |
| Pfarrhaus Buch am Buchrain                              | Barock               | 1756/57                      | Dreigeschossiger Walmdachbau mit geohrten Fensterprofilen und Aufzugsgiebel. Pfarrstadel, langgestreckter zweigeschossiger Satteldachbau zum Teil mit Bundwerk, vor Mitte 19. Jahrhundert (historischer Bestand reduziert).                                                             |      |
| Pfarrhaus Dorfen                                        | Neobarock            | 1914                         | Dreigeschossiger Walmdachbau mit doppeltem Zwerchhaus im Stil des Neubarock, Gurtgesims, errichtet nach dem Entwurf des Architekten Franz Xaver Boemmel, bezeichnet 1914. |      |
| Pfarrhaus Eschlbach                                     | Barock               | 1726                         | Zweigeschossiger Massivbau mit Schopfwalmdach, im Kern 1726; mit Ausstattung. |      |
| Pfarrhaus (Isen)                                        | Barock               | 18. Jhd.                     | Der zweigeschossige kubische Walmdachbau mit fünf zu sechs Fensterachsen und einem rundbogigen Eingang, über dem in einer Nische eine Skulptur Madonna und Kind steht. |      |
| Pfarrhaus Erding                                        | Neoklassizismus      | 1930/31                      | Zweigeschossiger Satteldachbau über hohem Sockelgeschoss; nach Entwürfen des Erdinger Stadtbaumeisters Hugo Schmid. |      |
| Pfarrhaus Fraunberg                                     | Klassizismus         | 1828                         | Zweigeschossiger Walmdachbau mit Durchfahrt und sieben zu vier Fensterachsen. 1828 weitestgehend erneuert. |      |
| Pfarrhaus Langenpreising                                | Klassizismus         | 1812                         | Zweigeschossiger freistehender Walmdachbau mit Freitreppe und fünf zu zwei Fensterachsen, nach Plänen des Architekten Gustav Vorherr erbaut. |      |
| Pfarrhaus Lengdorf                                      | Barock               | 1676                         | Zweigeschossiger Massivbau mit steilem Satteldach, erbaut . |      |
| Pfarrhaus Maria Thalheim                                | Barock               | erste Hälfte 18. Jahrhundert | Zweigeschossiger Walmdachbau mit Traufgesims und Fassadenmalerei. Nebengebäude: erdgeschossiger Satteldachbau mit appliziertem Staffelgiebel, erste Hälfte 18. Jahrhundert. |      |
| Pfarrhaus Moosen (Vils)                                 | Heimatstil           | erste Hälfte 18. Jahrhundert | Zweigeschossiger Halbwalmdachbau mit Eingangsrisalit, erbaut vom königlichen Landbauamt Freising, im Reformstil, 1903. Zugehörig Waschhaus mit Holzlege, erdgeschossiger Schopfwalmdachbau, gleichzeitig.                                                                               |      |
| Pfarrhaus Oberdorfen                                    | Barock               | 1687–92                      | Zweigeschossiger Walmdachbau, mit Eck-Bodenerker und Segmentbogenfenster, von Christophorus Zuccalli. Um- und Ausbau 1784/85. |      |
| Pfarrhaus Oberneuching                                  | Barock               | 17. Jhd                      | Satteldachbau mit polygonalem Eckerker. 1977/78 zum Rathaus umgebaut. |      |
| Pfarrhaus Pirka (Steinkirchen (Oberbayern))             | Barock               | 17. Jhd.                     | Zweigeschossiger Satteldachbau mit Geschossbändern, im Kern Ende 17. Jahrhundert. |      |
| Pfarrhaus Rappoltskirchen                               | Klassizismus         | 1828                         | Zweigeschossiger Satteldachbau mit Trauf- und Gurtgesims, Ladeluke am Gielbel und zwei zu drei Fensterachsen. |      |
| Pfarrhaus Reithofen (Pastetten)                         | Klassizismus         | 1850/60                      | Zweigeschossiges Gebäude mit flachem Walmdach in biedermeierlicher Form. |      |
| Pfarrhaus Kollegiatstift St. Wolfgang                   | Rokoko               | 1737                         | Langgestreckter, zweigeschossiger Walmdachbau mit zwanzig Fensterachsen und Putzgliederung von Johann Baptist Gunetzrhainer 1737 errichtet, umgebaut erste Hälfte 19. Jahrhundert. Ehemaliger Propst- und Dechanthof.                                                                   |      |
| Pfarrhaus Taufkirchen (Vils), Marktplatz 6              | Neobarock            | um 1900                      | Zweigeschossiger barockisierender Schopfwalmdachbau mit polygonalen Eckerkern, Zwerchhaus und schmiedeeisernem Balkon, mit Putzgliederungen, um 1900. |      |
| Pfarrhaus Taufkirchen (Vils), Olaf-Gulbransson-Straße 5 | Modern               | 1955/56                      | Pfarrhaus mit Gemeinderäumen, 1978–80 erweitert angebaut an Evangelisch-lutherische Johanneskirche von Olaf Andreas Gulbransson. |      |
| Pfarrhaus (Unterhofkirchen)                             | Barock               | zwischen 1740 und 1747       | Der zweigeschossiger Mansardwalmdachbau mit mittiger Satteldachgaube, fünf zu drei Fensterachsen und Geschossgliederung. |      |
| Pfarrhaus (Wambach)                                     | Barock               | 1719/20, 1801 verändert      | Der zweigeschossiger Satteldachbau auf Hochkeller mit zweiläufigem Treppeneingang, fünf zu sechs Fensterachsen und Geschossgliederung. |      |
| Pfarrhaus Wörth (Landkreis Erding)                      | Barock               | 1750                         | Zweigeschossiger, kubischer Walmdachbau mit gewölbten und stuckierten Innenräumen. |      |

## Landkreis Freising
| Gemeinde / Ort / Adresse Koordinaten            | Baustil / Gebäudetyp | Erbaut             | Bemerkungen | Bild |
| ----------------------------------------------- | -------------------- | ------------------ | --- | ---- |
| Pfarrhof (Allershausen)                         | Barock               | 1752               | Zweigeschossiger barocker Putzbau mit Speichergeschoss und flachem Walmdach, bezeichnet mit „1752“. Er wurde in den Jahren von 1860 bis 1880 wesentlich erneuert. |      |
| Pfarrhaus Attenkirchen                          | Rokoko               | 1762               | Zweigeschossiger Putzbau mit Mansardwalmdach. |      |
| Pfarrhaus Au in der Hallertau                   | Barock               | 1704               | Zweigeschossiger Satteldachbau mit gewölbten Erdgeschossräumen, Putzgliederung und geohrten Fenstereinfassungen. Barocke Eiseneinfriedung. |      |
| Pfarrhof Eck (Moosburg an der Isar)             | Klassizismus         | 1853               | Zweigeschossiger verputzter Satteldachbau mit Segmentbogenfenstern, Gurtgesims und Details im Maximiliansstil. |      |
| Pfarrhaus Fürholzen (Neufahrn bei Freising)     | Neobarock            | 1904               | Zweigeschossiger Walmdachbau mit Risalit und rundem Ecktürmchen, neubarock, bezeichnet mit 1904. Remise: angefügter hakenförmiger Putzbau mit Krüppelwalmdach. |      |
| Pfarrhaus Gammelsdorf                           | Neobarock            | 1912               | Villenartiger zweigeschossiger Bau mit Walmdach, Schweifgiebel und Eckerker, im barockisierenden Jugendstil, bezeichnet mit 1912. |      |
| Pfarrhaus Gremertshausen                        | Klassizismus         | 1825               | Zweigeschossiger kubischer Walmdachbau, 1825 |      |
| Pfarrhaus Haindlfing (Freising)                 | Klassizismus         | 1854/55            | Zweigeschossiger biedermeierlicher Bau mit Walmdach und zwei zu fünf Fensterachsen, nach Plänen von Karl Klumpp. |      |
| Pfarrhaus Harham Au in der Hallertau            | Klassizismus         | 1782               | Zweigeschossiger Walmdachbau von 1782. Ursprünglich Bauernhof. |      |
| Pfarrhof Hohenbercha (Kranzberg)                | Klassizismus         | 1791               | Zweigeschossiger Putzbau mit Fassadengliederung und Schopfwalmdach. |      |
| Pfarrhof Hohenkammer                            | Barock               | 1702               | Zweigeschossiger barocker Walmdachbau mit reicher Fassadengestaltung. Ehemalige Holzlege mit profiliertem Traufgesims, 18./Anfang 19. Jahrhundert |      |
| Pfarrhaus Inkofen (Haag an der Amper)           | Klassizismus         | 1820               | Langgestreckter zweigeschossiger Walmdachbau mit fünf zu sieben Fensterachsen. |      |
| Pfarrhaus Jarzt Fahrenzhausen                   | Klassizissmums       | 1798–1805          | Zweigeschossiger Walmdachbau mit Gurtgesims und sechs zu vier Fensterachsen. Einfahrt mit barocken Torpfeilern. |      |
| Pfarrhaus Johanneck                             | Barock               | 1. Hälfte 18. Jhd. | Zweigeschossiger Satteldachbau mit Putzgliederung und Stuckdecken im Inneren. |      |
| Pfarrhaus Kirchdorf an der Amper                | Barock               | 1708               | Zweigeschossiger barocker Walmdachbau mit rustizierter Putzgliederung. Im Dachwerk bezeichnet mit 1708. |      |
| Pfarrhaus Neustift (Freising)                   | Klassizismus         | 1859               | Zweigeschossiger Walmdachbau mit vier zu fünf Fensterachsen und Gurtgesims. |      |
| Pfarrhaus Oberallershausen                      | Klassizismus         | 1835               | Zweigeschossiger biedermeierlicher Putzbau mit Zeltdach und Gesimsgliederung. |      |
| Pfarrhaus Obermarchenbach Haag an der Amper     | Barock               | 1717               | Zweigeschossiger, kubischer Zeltdachbau mit Aufzugsgiebel, im Kern 1717. |      |
| Pfarrhaus Oberhummel Langenbach (Oberbayern)    | Klassizismus         | 1811               | Zweigeschossiger kubischer Walmdachbau, 1811 |      |
| Pfarrhaus Reichertshausen (Au in der Hallertau) | Barock               | 1726               | Zweigeschossiger Walmdachbau mit profilierter Traufkehle und drei zu sechs Fensterachsen. |      |
| Pfarrhaus Schweinersdorf                        | Klassizismus         | 1769               | Schlichter zweigeschossiger Satteldachbau mit außenliegendem, giebelseitigem Treppenhauserker. |      |
| Pfarrhaus Sünzhausen (Freising)                 | Klassizismus         | um 1860            | Zweigeschossiger Walmdachbau mit Mittelrisalit. |      |
| Pfarrhof Tegernbach (Rudelzhausen)              | Klassizismus         | 1732               | Zweigeschossiger Satteldachbau mit Schweifgiebel und barockem Eingangsportal. |      |
| Pfarrhaus Vötting (Freising)                    | Klassizismus         | um 1854/55         | Zweigeschossiger kubischer Putzbau mit flachem Walmdach |      |
| Pfarrhaus (Wippenhausen)                        | Klassizismus         | 1830               | Zweigeschossiger, kubischer Walmdachbau mit Geschossgliederung. Zugehörig ist ein zur gleichen Zeit entstandenes, schmales, langes Nebengebäude mit Satteldachbau sowie eine Remise mit Satteldach und breiter Toröffnung aus der zweiten Hälfte des 19. Jahrhunderts. |      |
| Pfarrhaus Zolling (Unterzolling)                | Barock               | 1749               | Zweigeschossiger Walmdachbau mit sieben zu vier Fensterachsen und profiliertem Traufgesims. |      |

## Landkreis Fürstenfeldbruck
| Gemeinde / Ort / Adresse Koordinaten            | Baustil / Gebäudetyp | Erbaut                    | Bemerkungen | Bild |
| ----------------------------------------------- | -------------------- | ------------------------- | --- | ---- |
| Pfarrhaus Aich (Fürstenfeldbruck)               | Heimatstil           | 1918                      | Zweigeschossiger kubischer Walmdachbau mit Loggienvorbau wurde nach Plänen des Architekten Hans Sitzmann errichtet. |      |
| Pfarrhaus Aufkirchen (Egenhofen)                | Barock               | 1732/34                   | Zweigeschossiger, siebenachsige, Putzbau mit Satteldach und Ausstattungsstücke aus der Barockzeit. Nördlich des Pfarrhauses steht die ehemalige Pfarrökonomie. |      |
| Pfarrhof (Dünzelbach)                           | Klassizismus         | 1822                      | Zweigeschossiger Satteldachbau mit Putzgliederung und vier zu vier Fensterachsen. Nebengebäude: zweigeschossiger kubischer Walmdachbau mit spätbarockem Zierputz, wurde 1799 errichtet. Pfarrstadel: langgestreckter Ziegelbau mit Satteldach und illusionistischer Ziegelmalerei aus dem dritten Viertel des 19. Jahrhunderts. |      |
| Pfarrhaus (Eichenau)                            | Heimatstil           | 1926                      | Zweigeschossiger Putzbau mit Walmdach und stehenden Dachgauben, nach Plänen des Architekten Franz Xaver Huf aus München errichtet, der auch für den Bau der Pfarrkirche im gleichen Jahr verantwortlich war. Das Gebäude besitzt fünf zu zwei Fensterachsen.                                                                    |      |
| Pfarrhaus Emmering (Landkreis Fürstenfeldbruck) | Klassizismus         | 1809                      | Zweigeschossiger Putzbau mit Halbwalmdach wurde nach Plänen des königlichen Maurermeisters Anton Hergl aus Dachau errichtet. |      |
| Pfarrhaus Grunertshofen                         | Barock               | 18. Jhd. im Kern 17. Jhd. | Zweigeschossiger verputzter Satteldachbau des 18. Jahrhunderts, dessen Kern aus dem 17. Jahrhundert stammt. |      |
| Pfarrhaus (Hattenhofen)                         | Heimatstil           | 1915                      | Zweigeschossiger, kubischer Walmdachbau mit Eckrustika im Stil des reduzierten Historismus wurde vom Architekten Balthasar Hafenmeier für den Gastwirt Andreas Eberl errichtet. |      |
| Pfarrhaus (Kottgeisering)                       | Heimatstil           | 1920/30                   | Zweigeschossiger Walmdachbau im Heimatstil besitzt drei zu drei Fensterachsen. |      |
| Pfarrhaus Mittelstetten                         | Klassizismus         | 18/19. Jhd.               | Zweigeschossiger verputzter Satteldachbau, 18./19. Jahrhundert. |      |
| Pfarrhaus Moorenweis                            | Barock               | 1724, 1793 erneuert       | Zweigeschossiger Putzbau mit Lisenengliederungen und Steilsatteldach. Fünf zu vier Fensterachsen. |      |
| Pfarrhaus (Puchheim)                            | Heimatstil           | 1900                      | Zweigeschossiger Satteldachbau mit Putzgliederung, profiliertem Traufgesims und fünf zu drei Fensterachsen. |      |
| Pfarrhaus (Schöngeising)                        | Klassizismus         | 1818                      | Zweigeschossiger Walmdachbau auf Hochkeller mit Fenstererker an der Straßenseite. Das Gebäude mit drei zu drei Fensterachsen wird durch eine zweiseitige Freitreppe erschlossen. |      |

## Landkreis Garmisch-Partenkirchen
| Gemeinde / Ort / Adresse Koordinaten           | Baustil / Gebäudetyp | Erbaut                          | Bemerkungen | Bild |
| ---------------------------------------------- | -------------------- | ------------------------------- | --- | ---- |
| Pfarrhaus Bad Bayersoien                       | Neoklassizismus      | um 1906                         | Zweigeschossiger, villenartiger Bau mit Schopfwalmdach, neubarocker Putzgliederung und Zwerchhäusern nach Norden und Osten.       |      |
| Pfarrhaus Bad Kohlgrub                         | Barock               | im Kern 18. Jhd.                | Zweigeschossiger Walmdachbau mit Putzgliederung, und fünf zu fünf Fensterachsen- 1808 und zweite Hälfte 20. Jahrhundert erneuert. |      |
| Pfarrhaus Eschenlohe                           | Klassizismus         | 1810                            | Zweigeschossiger Walmdachbau mit Hausfigur und Putzgliederung. Zwei zu fünf Fensterachsen.                                        |      |
| Pfarrhaus (Farchant)                           | ländlicher Barock    | 1748                            | Zweigeschossiger Flachsatteldachbau mit Fassadenmalerei und 5 Fensterachsen.                                                      |      |
| Pfarrhaus Garmisch-Partenkirchen               | Heimatstil           | 1924                            | Zweigeschossiger Steildachbau, von German Bestelmeyer, 1924; Kirchhofmauer zeitgleich.                                            |      |
| Pfarrhaus Garmisch-Partenkirchen, Pfarrgasse 2 | Klassizismus         | nach 1833                       | Zweigeschossiger Walmdachbau mit schlichter Putzgliederung und Rundbogenportal.                                                   |      |
| Pfarrhaus Mittenwald                           | Klassizismus         | Mitte 19. Jhd.                  | Zweigeschossiger Flachsatteldachbau mit Freitreppe.                                                                               |      |
| Pfarrhaus Oberammergau                         | Klassizismus         | 1731                            | Zweigeschossiger Steildachbau, von Joseph Schmuzer, Umbau 1877 und 1963.                                                          |      |
| Pfarrhaus Obergrainau                          | Klassizismus         | 1811                            | Zweigeschossiger langgestreckter Flachsatteldachbau mit weitem Vordach. Ehemaliger Wirtschaftsteil modern ausgebaut.              |      |
| Pfarrhaus (Seehausen am Staffelsee)            | Klassizismus         | im Kern 1776, 19. Jhd. umgebaut | Zweigeschossige Krüppelwalmdachbau mit profiliertem Traufgesims und Giebeltür.                                                    |      |
| Pfarrhaus Spatzenhausen                        | Klassizismus         | 1853                            | Zweigeschossiger Satteldachbau mit bundwerkartigem Giebel, Laube und Traufbundwerk am Wirtschaftsteil.                            |      |
| Pfarrhaus Uffing am Staffelsee                 | Neobarock            | 1912/13                         | Zweigeschossiger Walmdachbau mit Treppenhauserker, von Emanuel von Seidl.                                                         |      |
| Pfarrhaus Unterammergau                        | Barock               | 1758                            | Zweigeschossiger stattlicher Satteldachbau, Fassadenmalerei modern.                                                               |      |

## Landkreis Landsberg am Lech
| Gemeinde / Ort / Adresse Koordinaten         | Baustil / Gebäudetyp   | Erbaut                                    | Bemerkungen | Bild |
| -------------------------------------------- | ---------------------- | ----------------------------------------- | --- | ---- |
| Pfarrhaus Beuern (Greifenberg)               | Barock                 | im Kern Ende 17. Jhd. / Mitte des 18. Jhd | Zweigeschossiger Satteldachbau, im Kern Ende 17. und Mitte 18. Jahrhundert; Pfarrstadel, langgezogener Satteldachbau aus unverputzten Ziegelsteinen, 1854 |      |
| Pfarrhaus (Eching am Ammersee)               | Heimatstil             | 1873/74                                   | Zweigeschossiger Satteldachbau mit biedermeierlich gestalteten Türen an den beiden Traufseiten mit vier zu fünf Fensterachsen und Ecklisenen. Zum Pfarrhaus gehört das ehemalige Backhaus, ein eingeschossiger Satteldachbau. |      |
| Pfarrhaus (Egling an der Paar)               | Heimatstil / Neobarock | 1900/01                                   | Zweigeschossiger Schopfwalmdachbau mit Putzgliederung mit neubarocken Formen. Nördliche Traufseite risalitartiger Anbau mit Schopfwalmdach. Westliche Giebelseite Treppenhausturm mit eigenem Eingang. Hauptportal an Ostseite mit gesprengtem Segmentbogengiebel, in dem ein Auge Gottes im Strahlenglanz dargestellt wird. Bezeichnet 1901. |      |
| Pfarrhaus (Entraching)                       | Heimatstil             | 1906/07                                   | Zweigeschossiger Putzbau mit weit überstehendes Mansard-Walmdach und einen gemalten Fries. |      |
| Pfarrhaus (Epfach)                           | Barock                 | 1750                                      | Zweigeschossiger Walmdachbau auf quadratischem Grundriss wird durch sechs Fensterachsen an jeder Seite gegliedert. Gemalten Fenstereinrahmungen, Eckquaderungen und flankierende Rundfenster am Hauseingang aus der Zeit der Renovierung 1984 bis 1986. Repräsentative Treppenhaus mit zweiläufiger Treppe mit Wendepodest und Balustergelände. Im Treppenhaus und Obergeschoss qualitätsvolle Stuckarbeiten. Im Prälatenzimmer im Obergeschoss Wappen des Abtes Hyacinth Gassner (1729–1745). Westlich des Pfarrhauses Wasch- und Backhaus, kleiner Steilsatteldachbau aus dem 18. Jahrhundert. |      |
| Pfarrhaus (Eresing)                          | Barock                 | 1698                                      | Zweigeschossiger Putzbau mit Eckbodenerkern und Satteldach nach Plänen des Wessobrunner Baumeisters Johann Schmuzer. Gliederung durch symmetrisch gesetzte Fensterachsen und aufgemalte horizontale und vertikale Bänderstreifen. Im östlichen Giebel ist eine stichbogige Ladeluke angebracht. Schmuckloser Eingang mittig an der Traufseite. Dazugehöriges Waschhaus: eingeschossiger Satteldachbau, wurde Anfang des 19. Jahrhunderts erbaut. |      |
| Pfarrhaus (Erpfting)                         | Barock                 | 1711                                      | Zweigeschossiger Satteldachbau mit gemalten Fensterumrahmungen und Eckquaderung wurde durch den Baumeister Michael Natter anstelle eines Vorgängerbaus errichtet. In den 1970er Jahren war der Abbruch des Gebäudes vorgesehen. |      |
| Pfarrhaus (Hausen bei Geltendorf)            | Rokoko                 | 1800                                      | Zweigeschossiger Walmdachbau mit Putzgliederung mit fünf zu drei Fensterachsen. |      |
| Pfarrhaus Issing (Vilgertshofen)             | Klassizismus           | 1817/18                                   | Zweigeschossiger Walmdachbau in Hanglage mit Traufgesims und drei zu vier Fensterachsen. Die Ecklisenen sind aufgemalt. Der in die Mittelachse der Straßenseite gelegene Eingang mit Oberlicht hat ein bauzeitliches, sechsfeldriges Holztürblatt. |      |
| Pfarrhaus (Kaufering)                        | Barock                 | 1763                                      | Zweigeschossiger, ungegliederter Satteldachbau mit Aufzugsöffnungen. Über Portal Wappen von Berchtold II., Propst des Klosters Dießen angebracht. Die zweiflügelige Haustür an der südlichen Traufseite mit geschnitzten Ornamentfeldern stammt aus der Mitte des 19. Jahrhunderts. Dazugehöriges ehemaliges Wasch- und Backhaus – eingeschossiger Satteldachbau mit Kamin, wurde im 18./19. Jahrhundert errichtet. |      |
| Pfarrhaus (Kinsau)                           | Barock                 | 1739 bis 1741                             | Zweigeschossiger Steilsatteldachbaus mit wertvoller Ausstattung, unter Leitung von Joseph Schmuzer errichtet. Stuckdekor mit stark profilierten Gesimsen stammt von Hieronymus Feichtmayr aus Wessobrunn. |      |
| Pfarrhaus (Landsberg am Lech)                | Renaissance            | im Kern um 1380                           | Dreigeschossiger, einseitig abgewalmter Traufseitbau mit dreigeschossiger Abseite mit Arkaden über zwei mittelalterlichen Anwesen mit Abseite wurde 1694/95 grundlegend umgebaut. Die neubarocke Fassadengestaltung erfolgte Anfang des 20. Jahrhunderts. In den Jahren 1986/87 wurde das Gebäude nach Plänen des Schondorfer Architekten Peter Gradl zu einem Pfarrzentrum umgebaut, wobei ein Neubau an der Südseite des Hofes angebaut wurde. In der Nische an der Fassade steht eine Holzfigur des heiligen Florian, die um 1750 geschaffen wurde. Die Farbfassung stammt aus dem Jahr 1986. |      |
| Pfarrhaus (Ludenhausen)                      | Heimatstil             | 1883                                      | Zweigeschossiger Satteldachbau mit Mezzaningeschoss, Gurtgesims und Stichbogenfenstern. Drei zu zwei Fensterachsen. Durch Aufgeputzte Ecklisenen und umlaufendes Traufgesims gegliedert. Stichbogig schließender Eingang liegt in Mittelachse der südlichen Traufseite. Rückwärtig Ökonomiegebäude vermutlich aus gleicher Zeit. |      |
| Pfarrhaus (Oberfinning)                      | Heimatstil             | 1821                                      | Zweigeschossiger Satteldachbau mit drei zu fünf Fensterachsen und Gliederung durch symmetrische Anordnung der Fensterachsen. |      |
| Pfarrhaus (Oberigling)                       | Heimatstil             | 1905                                      | Zweigeschossiger Putzbau mit Halbwalmdach in reduzierten Formen des Jugendstils. Fenster mit einfachen Putzfaschen. Erhöhter Eingang an der östlichen Schmalseite. An nördlicher Traufseite mittig ein Dacherker mit Satteldach und Rundbogenfenster. Treppenhaus mit doppelläufiger Podesttreppe. Von der ursprünglichen Fassadenmalerei hat sich das mit einem geschweiften Kupferdach geschützte Wandbild der Muttergottes erhalten. |      |
| Pfarrhaus (Penzing)                          | Heimatstil             | 1905                                      | Zweigeschossiger, ungegliederter Satteldachbau auf hohem Sockel mit fünf zu drei Fensterachsen. Ausstattung: Holztreppe mit kreuzbogenförmig abschließendem Stabgeländer. Flez im Obergeschoss mit einem bauzeitlichen Holzplankenboden. Im südöstlichen Eckzimmer, haben sich Reste der Schablonenmalerei und Wandfresken erhalten. |      |
| Pfarrhaus Petzenhausen (Weil)                | Klassizismus           | 1842 bis 1844                             | Zweigeschossiger, ungegliederte Satteldachbau mit Stichbogenfenstern und vier zu fünf Fensterachsen. Giebelseiten mit ehemalige Ladeluken mit geohrten Faschen und kreuzförmige Belüftungsöffnungen. Keller, vom Vorgängerbau stammend, wird von einem barocken Stichkappengewölbe auf massiven Stützen gedeckt. |      |
| Pfarrhaus (Pitzling)                         | Barock                 | 1701                                      | Zweigeschossiger Satteldachbau mit Putzdekoration und zwei zu vier Fensterachsen wurde wohl von Johann Schmuzer errichtet. Gliederungselemente aus gemalter Eckquaderung, Stockwerk-, Trauf- und Giebelgesimsen und geohrten Fensterfaschen. Korbbogiger Eingang an der nördlichen Traufseite mit aufgemalten Portalbogen mit stilisiertem Sprenggiebel. Querliegende Ovalfenster über Eingangstür liegt hinter einer tiefen Laibung. Im Westgiebel rechteckige Ladeluke, flankiert von zwei querrechteckigen Öffnungen. An Nord- und Ostseite barocke Kreuzstockfenster mit Bleiverglasung. Ausstattung: In den Räumen des Obergeschosses befinden sich Voutendecken. Das dazugehörige Waschhaus, ein eingeschossiger Satteldachbau, wurde um 1741/44 errichtet. |      |
| Pfarrhaus (Prittriching)                     | Heimatstil             | 1905/06                                   | Zweigeschossiger Walmdachbau über hakenförmigem Grundriss wurde nach Plänen des königlichen Bauamtes in Weilheim errichtet. Gliederung durch umlaufendes, profiliertes Kastengesims. An Südseite breiter Anbau mit Satteldach und mehrseitigem Giebelreiter. Im Zwickel ist der gemauerte Eingangsbereich mit Walmdach, Rundbogenfenstern und Holztür. In der östlichen Traufe ist ein Aufzugsgiebel mit Treppengiebel und stichbogiger Ladeluke. |      |
| Pfarrhaus (Pürgen)                           | Barock                 | 1747                                      | Zweigeschossiger, barocker Putzbau mit Walmdach mit fünf zu vier Fensterachsen. Umlaufendes Traufgesims und aufgemalte Eckquaderung zur Gliederung. Mehrteilige Kastenfenster von aufgemalten Faschen eingefasst. An Ostseite hohe Aufzugsgaube mit Satteldach. Ausstattung: Südwestlicher Eckraum im Obergeschoss mit barocker Stuckdecke mit Blatt- und Bandelwerk. |      |
| Pfarrhaus (Reichling)                        | Barock                 | 1731 bis 1733                             | Zweigeschossiger, barocker Satteldachbau mit verkröpftem Ortganggesims nach Plänen des Wessobrunner Baumeisters Joseph Schmuzer. Symmetrisch angeordnete fünf zu fünf Fensterachsen mit Kreuzstockfenster. An straßenseitigem Giebel Heiligennische mit Blechdach und Ladeluke. Ausstattung: Großzügiger Flez, zweiläufige Podesttreppe zum Obergeschoss. Dort im südlichen Eckzimmer eine farbig gefasste Deckenstuckierung aus der Zeit um 1760. Im Obergeschoss haben sich die Türen aus dem 18. Jahrhundert erhaltenBandelwerk. |      |
| Pfarrhaus Rott (Landkreis Landsberg am Lech) | Heimatstil             | 1809/10                                   | Zweigeschossiger Mansardwalmdachbau mit Geschossgesimsen und aufgeputzter Eckquaderung. Vier zu drei Fensterachsen. Gliederung durch Stockwerksgesims an der Süd- und Ostseite sowie ein umlaufendes Traufgesims und Ecklisenen. Stichbogen Eingang; Schleppdachgauben. |      |
| Pfarrhaus (Scheuring)                        | Klassizismus           | 1807                                      | Zweigeschossiger Walmdachbau mit fünf zu vier Fensterachsen steht auf einem Sockelfundament. Aufgemalte Eckquaderung und profiliertes Traufgesims. Reich gestaltetes Portal aus Kunststein mit sternförmig aufgedoppelter Holztür, von Pilastern eingefasst und von einem profilierten Schweifgiebel mit querliegendem, ovalem Oberlicht bekrönt. Sechsteilige Doppelfenster von barockisierenden Ornamentmalerei gerahmt. Wappentafel aus Rotmarmor am Nebengebäude stammt vom abgebrochenen Pfarrstadel. Sie ist mit der Jahreszahl 1649 bezeichnet. Umfriedung teils mit Strebepfeilern auf der West-, Nord- und Südseite, stammt aus dem 17./18. Jahrhundert.                                                                                                 |      |
| Pfarrhaus (Schwabhausen bei Landsberg)       | Neobarock              | 1914/15                                   | Zweigeschossiger Steilsatteldachbau mit neubarocken Schweifgiebeln nach Plänen des Augsburger Architekten Albert Kirchmayer. Hohen Blendgiebel mit Gesimsgliederung und Dreiecksgiebelaufsatz. An südlicher Traufseite risalitartiger Bodenerker mit Dreiecksgiebel. Nördliche Traufseite Gaube mit Walmdach. Differenztreppe zum Eingang an östlicher Giebelseite mit profilierter Laibung und aufgedoppeltem Türblatt. |      |
| Pfarrhaus (Schwifting)                       | Klassizismus           | 1882                                      | Zweigeschossiger Putzbau mit Gurtgesims, niedrigem Mezzaningeschoss und Flachwalmdach. Symmetrisch gesetzte vier zu fünf Fensterachsen mit Fensterbank-, schmales Gurt- und profiliertes Traufgesims und Ecklisenen gegliedert. Kreuzstockfenster mit Holzläden und aufgeputzten Faschen. Im Kniestock kleine Rundfenster. Eingang an der Nordseite über Differenztreppe, mit vorgestelltem Windfang. |      |
| Pfarrhaus Stadl (Vilgertshofen)              | Barock                 | 1725                                      | Zweigeschossiger Satteldachbau auf annähernd quadratischem Grundriss mit verkröpftem Traufgesims und fünf zu fünf Fensterachsen. Wird durch profiliertes, verkröpftes Trauf- und schlichtem Giebelgesims gegliedert. Gesimse sind wie die Faschen der Fenster und Türen farblich abgesetzt. In den Giebelflächen segmentbogige Aufzugsöffnungen und kleine Rechteckfenster. |      |
| Pfarrhaus (Thaining)                         | Barock                 | im Kern 1693 errichtet und 1899 umgebaut  | Zweigeschossiger Satteldachbau mit schlichtem Ortganggesims. Vier zu drei Fensterachsen. Der in die Mittelachse der Straßenseite gesetzte Eingang wird von einer offenen Holzbogenkonstruktion mit flachem Walmdach geschützt. |      |
| Pfarrhaus (Unterapfeldorf)                   | Rokoko                 | 1747 bis 1749                             | Zweigeschossiger Walmdachbau mit gerundetem und erhöhtem Vorbau. Erbaut von lJohann Michael Fischer im Auftrag des Klosters Polling errichtet. Stuck, Malereien sowie vier Türbilder aus der Bauzeit wurden sorgfältig restauriert. Die Einfriedung mit einer niedrigen Tuffsteinmauer mit Pfeilern und Holzzaun ist in Teilen erhalten. |      |
| Pfarrhaus (Unterigling)                      | Klassizismus           | 1805                                      | Zweigeschossiger Putzbau mit Mansard-Halbwalmdach wurde nach Plänen des Landsberger Stadtbaumeisters Georg Eyber für den damaligen Pfarrherrn Anton Freiherr von Donnersberg errichtet. Rückwärtiger, westlicher Teil war die ehemalige Ökonomie des Pfarrhofes. |      |
| Pfarrhaus (Utting am Ammersee)               | Barock                 | 1699                                      | Zweigeschossiger Steilsatteldachbau mit verkröpftem Giebelgesims besitzt vier zu fünf Fensterachsen. Als Gliederungselemente dienen ein verkröpftes Trauf- und ein Giebelgesims. Die nördliche Giebelseite hat eine Ladeluke im ersten der drei Dachgeschosse. Der Hauseingang liegt an der nördlichen Giebelseite. |      |
| Pfarrhaus (Walleshausen)                     | Barock                 | 1699                                      | Zweigeschossiger Walmdachbau mit Querflügel nach Süden und Bodenerker. An der Ostseite Portal aus der Zeit 1770. Ausstattung: Stuckdecken und ornamentierte Feldertüren aus dem 18. Jahrhundert erhalten. Das gemauerte Hoftor mit Pforte stammt aus der Zeit um 1710 |      |
| Pfarrhaus Weil (Oberbayern)                  | Barock                 | 1711                                      | Zweigeschossiger Satteldachbau mit vier zu sechs Fensterachsen. Im straßenseitigen Giebel sind zwei Aufzugsöffnungen und vier kleine Rechteckluken vorhanden. Über der Eingangstür, mittig an der südlichen Traufseite, befindet sich eine Wappentafel mit der Jahreszahl 1711. Die zweiflügelige Haustür mit Feldern gegliedert stammt aus dem 19. Jahrhundert. Die mehrteiligen Rechteckfenster werden von Faschen gerahmt. |      |
| Pfarrhaus Weil (Oberbayern)                  | Heimatstil             | 1863                                      | Zweigeschossiger mit Zahnschnittfries entlang von Traufe und Ortgang mit Kreuzstockfenster, die von Faschen eingefasst werden. Der Hauseingang liegt in der Mittelachse der zur Kirche weisenden Giebelseite. |      |

## Landkreis Miesbach
| Gemeinde / Ort / Adresse Koordinaten | Baustil / Gebäudetyp | Erbaut                  | Bemerkungen | Bild |
| ------------------------------------ | -------------------- | ----------------------- | --- | ---- |
| Kath. Pfarrhaus Bad Wiessee          | Heimatstil           | 1933                    | Eingeschossiger Halbwalmdachbau mit Erker, im Heimatstil, 1933 |      |
| Evang. Pfarrhaus Bad Wiessee         | Heimatstil           | 1933                    | Angebauter, zweigeschossiger Satteldachbau, von Bruno Biehler, 1936/37. |      |
| Pfarrhof Dürnbach (Fischbachau)      | Gotik                | im Kern Anfang 16. Jhd. | Stattlicher, zweigeschossiger Putzbau mit verschindeltem Schopfwalmdach und Putzgliederung. Ausbau Anfang 19. Jahrhundert. Mit spätgotischer Hauskapelle Heilige Dreifaltigkeit. |      |
| Pfarrhof Egern (Rottach-Egern)       | Gotik                | Anfang 19. Jhd.         | Zweigeschossiger Krüppelwalmdachbau über hohem Kellergeschoss mit Putzgliederung, Eckquaderung und profiliertem Traufgesims. Mitte 20. Jahrhundert modern verändert. |      |
| Pfarrhof Gmund am Tegernsee          | Barock               | 1664–66                 | Zweigeschossiger Satteldachbau mit Segmentbogenfenstern, Umbau 1861, 1969 zum Rathaus mit Kursaal. |      |
| Pfarrhaus Miesbach                   | Klassizismus         | 1790                    | Zweigeschossiger Putzbau mit Kniestock und Flachsatteldach, Dach um Mitte 19. Jahrhundert. |      |
| Pfarrhaus Neukirchen (Weyarn)        | Klassizismus         | 1834                    | Zweigeschossiger Satteldachbau mit klassizistischer Giebelfront. Im Garten Bildstock, Tuffsteinpfeiler, 16. Jahrhundert, 2002/03 bei Grabungen gefunden und ergänzt. |      |
| Pfarrhaus Oberdarching (Valley)      | Klassizismus         | 1825                    | Langgestreckter, zweigeschossiger Bau mit Walmdach. |      |
| Pfarrhaus Oberwarngau                | Barock               | 18. Jhd.                | Zweigeschossiger barocker Halbwalmdachbau mit gemalten Fensterrahmungen und Architekturmalerei. |      |
| Pfarrhaus Osterwarngau               | Barock               | 1723                    | Zweigeschossiger barocker Walmdachbau mit Mezzaningeschoss, gemalten Lisenen und Fensterrahmungen. |      |
| Pfarrhaus Schliersee                 | Barock               | 1722/24                 | Zweigeschossiger Putzbau mit Walmdach, 1722/1724, wohl nach Plänen von Dominik Gläsl erbaut, Zwerchhaus um 1880. |      |
| Pfarrhaus Tegernsee                  | Klassizismus         | um 1840                 | Zweigeschossiger biedermeierlicher Walmdachbau mit Putzgliederung, um 1840 über älterem Kern. |      |
| Pfarrhaus Unterdarching (Valley)     | Klassizismus         | 1825                    | Zweigeschossiger Putzbau mit Satteldach und geschnitzter Haustür mit fünf zu sieben Fensterachsen. |      |
| Pfarrhaus Waakirchen                 | Heimatstil           | 1917                    | Zweigeschossiger historisierender Walmdachbau mit Putzgliederung und Treppenturm. Remise, erdgeschossiger Satteldachbau, 1917. |      |
| Pfarrhof WallWarngau                 | Klassizismus         | 1816/17                 | Zweigeschossiger Halbwalmdachbau mit Kniestock und verbrettertem Wirtschaftsteil-Obergeschoss, ehemaliger Wirtschaftsteil zu Wohnzwecken modern ausgebaut. |      |
| Pfarrhof Weyarn                      | Klassizismus         | 1816/17                 | Zweigeschossiger Walmdachbau mit Durchfahrt, sogenanntem Richterbogen und dreischiffiger, gewölbter Torhalle, erbaut von Caspar Glasl, bezeichnet mit 1708, Osttrakt nach Blitzschlag 1713 wiedererrichtet, 1761 Aufstockung, im Durchgang vier Bischofsfiguren aus dem ehemaligen Klostergarten, wohl 17. Jahrhundert. (Baudenkmal) |      |

## Landkreis Mühldorf am Inn
| Gemeinde / Ort / Adresse Koordinaten                             | Baustil / Gebäudetyp | Erbaut              | Bemerkungen | Bild |
| ---------------------------------------------------------------- | -------------------- | ------------------- | --- | ---- |
| Mühldorf am Inn Kirchenplatz 20 48° 14′ 26,6″ N, 12° 31′ 41,4″ O | Renaissance Pfarrhof | 3. Viertel 16. Jhd. | Dreigeschossiger Satteldachbau, mit Treppengiebeln, oberer Abschlussmauer mit Blendarkaden und turmartigen Eckaufsätzen. Befestigungsturm, im Kern 15. Jahrhundert; mit historischer Ausstattung. (Geschütztes Kulturgut) (Baudenkmal) |      |

## StadtMünchen
| Gemeinde / Ort / Adresse Koordinaten | Baustil          | Erbaut  | Bemerkungen | Bild |
| ------------------------------------ | ---------------- | ------- | --- | ---- |
| Pfarrhaus (Giesing)                  | Neobarock        | um 1840 | Zweigeschossiger Bau im Stil des Neubarock wurde nach den Plänen des Architekten Carl Hocheder errichtet. Er ist reich mit Stuckdekor geschmückt. Über dem Portal sind als Reliefs die Apostel Petrus und Paulus dargestellt. (Baudenkmal)        |      |
| Pfarrhof Herz-Jesu (München)         | Heimatstil       | 1897/98 | Dreigeschossiger Bau mit Krüppelwalmdach, Ziergiebel in nachgotischen Formen, eckdachreiterartige Dachgauben und einen neugotischen Mittelerker, der den Chor der Hauskapelle aufnimmt. Nordfassade mit Loggia, Balkon und erdgeschossigen Erker. |      |
| Katholisches Pfarrhaus (Pasing)      | Spätklassizismus | 1906/07 | Dreigeschossige Eckbau mit Mansarddach, zentralem Zwerchhaus und Rundbogenportal auf Wandpfeilern wurde von Martin Ott errichtet. An der Hausecke Nische mit Madonnafigur.                                                                        |      |
| Pfarrhaus (Moosach)                  | Spätklassizismus | 1879/80 | Zweigeschossiger Walmdachbau mit zwei zu fünf Fensterachsen die zur Straße hin bekrönt sind. Putzgliederung durch zwei umlaufende Gesimse und Lisenen.                                                                                            |      |
| Pfarrhaus Münchner Straße            | Klassizismus     | 1847    | Zweigeschossiger Walmdachbau mit drei zu vier Fensterachsen und Stichbogenfenstern. Gliederung durch umlaufendes Gesims. (Baudenkmal) |      |
| Pfarrhaus Solln                      | Neobarock        | 1906    | Zweigeschossiger Bau mit barockisierender Fassade und als Mansardwalmdach. An der Südseite befindet sich ein Seitenrisalit mit Giebel. |      |
| Pfarrhaus Thalkirchen                | Heimatstil       | 1927    | Zweigeschossiger Walmdachbau mit Mittel- und Eckerker und Putzgliederung. (Baudenkmal) |      |

## Landkreis München
| Gemeinde / Ort / Adresse Koordinaten | Baustil   | Erbaut                 | Bemerkungen | Bild |
| ------------------------------------ | --------- | ---------------------- | --- | ---- |
| Pfarrhaus (Aying)                    | Barock    | zwischen 1646 und 1662 | Stattlicher, zweieinhalbgeschossiger kubischer Bau. Nach oben schließt er mit einem flachen Walmdach ab. Im Mezzanin fallen die regelmäßig angeordneten kleinen Rechteckfenster auf. |      |
| Pfarrhof (Ismaning)                  | Neobarock | 1907                   | Zweigeschossiger Satteldachbau mit Schweifgiebel, Erker und Stichbogenfenstern im EG und DG in Anlehnung an den Jugendstil. Zwerchhaus mit Walmdach.                                 |      |

## Landkreis Neuburg-Schrobenhausen
| Gemeinde / Ort / Adresse Koordinaten                                     | Baustil / Gebäudetyp | Erbaut          | Bemerkungen | Bild |
| ------------------------------------------------------------------------ | -------------------- | --------------- | --- | ---- |
| Neuburg an der Donau Amalienstraße A 40 48° 44′ 12,1″ N, 11° 10′ 33,6″ O | Barock Pfarrhaus     | Anfang 18. Jhd. | Zweigeschossiger traufständiger Satteldachbau, anstelle eines mittelalterlichen Vorgängerbaus. Mit Teilen der Stadtbefestigung auf dem Flurstück. |      |

## Landkreis Pfaffenhofen an der Ilm
| Gemeinde / Ort / Adresse Koordinaten           | Baustil / Gebäudetyp | Erbaut               | Bemerkungen | Bild |
| ---------------------------------------------- | -------------------- | -------------------- | --- | ---- |
| Pfarrhaus (Ainau)                              | Klassizismus         | 1862/63              | Zweigeschossiger, giebelständiger Satteldachbau mit Staffelgiebel, Ecklisenen und kreuzförmigen Bändern an der Traufe mit vier zu vier Fensterachsen. Der dazugehörige Stadel ist ein traufseitiger Massivbau mit Satteldach und segmentbogigen Toren aus dem 19. Jahrhundert. |      |
| Pfarrhaus (Deimhausen)                         | Klassizismus         | 1791                 | Zweigeschossiger, traufseitiger Satteldachbau mit Putzdekor und südlichem Schweifgiebel mit fünf zu vier Fensterachsen. |      |
| Pfarrhaus (Dürnzhausen)                        | Heimatstil           | 2. Hälfte 19. Jhd.   | Zweigeschossiger, traufseitiger und verputzter Satteldachbau mit fünf zu zwei Fensterachsen. |      |
| Pfarrhaus Ehrenberg (Pfaffenhofen an der Ilm)  | Klassizismus         | 1857                 | Zweigeschossiger, traufseitiger Satteldachbau mit Gurtgesims mit fünf zu drei Fensterachsen. |      |
| Pfarrhof (Ernsgaden)                           | Rokoko               | 1730                 | Zweigeschossiger, verputzter Steilsatteldachbau in Ecklage mit Putzgliederung mit drei zu vier Fensterachsen. |      |
| Pfarrhaus (Euernbach)                          | Heimatstil           | Mitte 19. Jhd.       | Zweigeschossiger, Satteldachbau mit Treppengiebeln und Putzgliederung. Vier zu drei Fensterachsen. Von den um einen Hof gruppierten Nebengebäuden ist ein Walmdachbau aus der ersten Hälfte des 19. Jahrhunderts erhalten, das westliche Nebengebäude wurde erneuert. |      |
| Pfarrhaus (Förnbach)                           | Barock               | 1743                 | Zweigeschossiger, traufseitiger und verputzter Steilsatteldachbau mit Lisenengliederung. Fünf zu drei Fensterachsen. |      |
| Pfarrhof (Geisenfeld)                          | Barock               | 1752                 | Zweigeschossiger, giebelständiger Satteldachbau mit barockem Schweifgiebel auf Eckpilastern. Das Nebengebäude, das ehemalige Kaplanhaus, ist ein zweigeschossiger, traufseitiger Satteldachbau mit Eckrustika aus dem 18./19. Jahrhundert. Die verputzte Hofmauer mit rundbogiger Durchfahrt stammt vermutlich ebenfalls aus dem 18./19. Jahrhundert. |      |
| Pfarrhaus (Gerolsbach)                         |                      | 1910                 | Asymmetrisch gegliederter Satteldachbau auf hohem Sockelgeschoss mit Lisenengliederung am Giebel, Zwerchhaus, Eckerker und giebelseitigem Anbau. Drei zu zwei Fensterachsen. |      |
| Pfarrhaus (Göbelsbach)                         |                      | 1746, 1828 verändert | Zweigeschossiger, giebelständiger Steilsatteldachbau mit Putzgliederung und vier zu zwei Fensterachsen. |      |
| Pfarrhaus (Hirschenhausen)                     | Heimatstil           | Mitte 19. Jhd.       | Zweigeschossiger, traufseitiger Satteldachbau mit Gesimsgliederung und fünf zu drei Fensterachsen. |      |
| Pfarrhaus (Klenau)                             |                      | 1852                 | Zweigeschossiger Flachwalmdachbau mit Ziegelgesims und Stichbogenfenstern am Erdgeschoss. Fünf zu zwei Fensterachsen. |      |
| Pfarrhaus Klosterberg (Hohenwart)              | Barock               | Anfang 18. Jhd.      | Zweigeschossiger, giebelständiger Steilsatteldachbau mit Scheitelzinne und vier zu zwei Fensterachsen. Die Einfriedung aus verputztem Steinmauerwerk stammt wohl aus dem 18./19. Jahrhundert. |      |
| Pfarrhaus Lindach (Hohenwart)                  | Barock               | 1705                 | Zweigeschossiger, traufständiger Steilsatteldachbau mit profiliertem Traufgesims und vier zu drei Fensterachsen. An der Traufseite ist ein hölzerner Vorbau mit Laubwerkschnitzerei angebracht. |      |
| Pfarrhaus Menning (Vohburg an der Donau)       | Barock               | Ende 17. Jhd.        | Zweigeschossiger Steilsatteldachbau mit Eckerker besitzt vier zu drei Fensterachsen. Die Südmauer des Pfarrhofs stammt aus dem 18./19. Jahrhundert. |      |
| Pfarrhaus (Reichertshofen)                     | Neobarock            | 1913                 | Zweigeschossiger, verputzter Halbwalmdachbau mit Mittelrisalit und geschweiftem Zwerchgiebel besitzt drei zu zwei Fensterachsen. Das Portal ist in barockisierenden Formen ausgeführt. Rechts und links des Portals sind ovale Fenster vorhanden. |      |
| Pfarrhaus (Schweitenkirchen)                   | Barock               | 18. Jhd.             | Zweigeschossiger, verputzter Walmdachbau besitzt fünf zu zwei Fensterachsen und stichbogige Erdgeschossfenster. Eine vierstufige, zweiseitige Treppe führt zum Eingang. |      |
| Pfarrhaus (Steinkirchen)                       | Heimatstil           | 1. Hälfte 19. Jhd.   | Zweigeschossiger, traufseitiger Steilsatteldachbau mit drei zu zwei Fensterachsen. An der Giebelseite ist noch der große Zugang zum zweigeschossigen Speicher vorhanden. |      |
| Pfarrhaus Tegernbach (Pfaffenhofen an der Ilm) | Heimatstil           | Barock               | Zweigeschossiger, verputzter Walmdachbau mit Ecklisenen und westlichem, erdgeschossigem Anbau mit vorgelegtem Laubengang besitzt fünf zu vier Fensterachsen. An der Südseite befindet sich das von verkröpften Pilastern flankierte Portal. Im Sprenggiebel ist eine Inschriftentafel mit dem Erbauungsjahr 1715 angebracht. |      |
| Pfarrhaus Uttenhofen (Pfaffenhofen an der Ilm) | Klassizismus         | 1825                 | Zweigeschossiger, verputzter Walmdachbau mit Eckrustika und Gauben besitzt fünf zu drei Fensterachsen. Er wurde im Stil des Klassizismus errichtet. Das Säulenportal und der Treppenaufgang stammt aus dem Jahr 1971. |      |
| Pfarrhof Vohburg an der Donau                  | Spätgotik            | 1470                 | Katholisches Pfarrhaus: zweigeschossiger, traufseitiger und verputzter Massivbau mit Steilsatteldach und giebelseitigem Bodenerker, im Kern bezeichnet „1470“ (spätgotische Inschrifttafel); Wirtschaftsgebäude: erdgeschossiger Massivbau mit Halbwalmdach, Bauinschrift bezeichnet „1816“, zwei Wappentafeln bezeichnet „1493“ und „1587“; Ehemaliger Pfarrstadel: traufseitiger Massivbau mit Steilsatteldach und südlichem gestäbtem Giebel, wohl 1587; Hofmauer: verputzt, östlich mit Kielbogenpforte, 15./16. Jahrhundert |      |
| Pfarrhaus (Wolnzach)                           | Klassizismus         | 1825                 | Dreigeschossiger, giebelständiger Satteldachbau mit genutetem Erdgeschoss und Fensterrahmungen besitzt vier zu neun Fensterachsen. |      |

## Landkreis Rosenheim
| Gemeinde / Ort / Adresse Koordinaten                                              | Baustil / Gebäudetyp      | Erbaut                                      | Bemerkungen | Bild           |
| --------------------------------------------------------------------------------- | ------------------------- | ------------------------------------------- | --- | -------------- |
| Eiselfing Am Pfarrstadl 3 (48° 2′ 29″ N, 12° 14′ 40″ O)                           | Neoklassizismus Pfarrhaus | 1888/89                                     | Zweigeschossiger massiver Satteldachbau mit Kniestock und Fassadengliederung mit Pilastern. Portal mit Dreiecksgiebelverdachung. (Baudenkmal)                               | weitere Bilder |
| Rott am Inn Kirchweg 9 (47° 58′ 59″ N, 12° 7′ 51″ O)                              | Neobarock Pfarrhaus       | 1897                                        | Zweigeschossiger Neubarockbau mit Mansarddach und drei zu drei Fensterachsen besitzt ein Portal aus Bossenwerk, das von einem gesprengten Giebel bekrönt wird. (Baudenkmal) | weitere Bilder |
| Albaching Schulweg 2 (48° 6′ 41″ N, 12° 6′ 37″ O)                                 | Pfarrhaus                 | Ende 18. Jahrhundert                        | Langgestreckter zweigeschossiger Walmdachbau (Baudenkmal) | weitere Bilder |
| Bad Aibling Harthauser Straße 2 (47° 51′ 58″ N, 12° 0′ 45″ O)                     | Pfarrhof                  | 1797                                        | Zweigeschossiger Krüppelwalmdachbau in Ecklage (Baudenkmal) | weitere Bilder |
| Aschau im Chiemgau Kirchplatz 2 (47° 46′ 45″ N, 12° 19′ 21″ O)                    | Pfarrhof                  | 1675                                        | Zweigeschossiger Walmdachbau (Baudenkmal) | weitere Bilder |
| Bad Endorf Wasserburger Straße 4 (47° 54′ 35″ N, 12° 17′ 50″ O)                   | Pfarrhaus                 | 1901–02                                     | Villenartiger zweigeschossiger Massivbau mit Krüppelwalmdach, Zwerchhaus und reicher neubarocker Putzgliederung (Baudenkmal)                                                |                |
| Bad Feilnbach Au bei Bad Aibling Hauptstraße 3 (47° 47′ 50″ N, 11° 58′ 32″ O)     | Pfarrhaus                 | 1855                                        | Zweigeschossiger massiver Walmdachbau mit Kniestock und Segmentbogenfenstern (Baudenkmal)                                                                                   | weitere Bilder |
| Bruckmühl Götting Kirchplatz 3 (47° 51′ 48″ N, 11° 56′ 44″ O)                     | Ehemaliger Pfarrhof       | wohl Mitte 19. Jahrhundert                  | Zweigeschossiger Putzbau mit vorstehendem mittelsteilen Satteldach und Giebellaube. (Baudenkmal)                                                                            | weitere Bilder |
| Bruckmühl Kirchdorf am Haunpold Ginshamer Straße 21 (47° 53′ 39″ N, 11° 55′ 7″ O) | Pfarrhof                  | um 1860/70                                  | Zweigeschossiger Satteldachbau mit Putzgliederungen, Segmentbogenfenstern und giebelseitiger Hochlaube. (Baudenkmal)                                                        | weitere Bilder |
| Bruckmühl Weihenlinden Lindenstraße 50 (47° 53′ 13″ N, 11° 57′ 30″ O)             | Pfarrhof                  | 17. Jahrhundert, 1. Viertel 20. Jahrhundert | Zwei aneinandergebaute Wohnhäuser, älteres Wohnhaus als zweigeschossiger Putzbau mit Walmdach, jüngeres Wohnhaus als zweigeschossiger Satteldachbau. (Baudenkmal)           | weitere Bilder |
| Edling Hauptstraße 27 (48° 3′ 22″ N, 12° 9′ 49″ O)                                | Pfarrhaus                 | 1808                                        | zweigeschossig mit Schopfwalmdach. (Baudenkmal) |                |
| Frasdorf Hauptstraße 9 (47° 48′ 11″ N, 12° 17′ 14″ O)                             | Ehemaliger Pfarrhof       | 1730/31                                     | zweigeschossiger Walmdachbau mit Segmentbogenfenstern, Rundöffnungen und Rundbogentür. (Baudenkmal)                                                                         | weitere Bilder |

## Landkreis Starnberg
| Gemeinde / Ort / Adresse Koordinaten | Baustil / Gebäudetyp | Erbaut    | Bemerkungen | Bild |
| ------------------------------------ | -------------------- | --------- | --- | ---- |
| Pfarrhaus (Aufkirchen, Berg)         | Heimatstil           | 1899/1900 | Zweieinhalbgeschossige Bau mit Flachsatteldach mit weitem Dachüberstand besitzt drei zu vier Fensterachsen. Die Flacherker an den Giebelseiten betonen den Landhausstil.                                         |      |
| Pfarrhaus (Machtlfing)               | Rokoko               | 1774      | Zweigeschossiges Massivhaus mit Halbwalmdach hat vier zu fünf Fensterachsen. Die Räume werden durch einen Mittelgang erschlossen. Das Haus besitzt noch einige ursprüngliche Details wie Türen und Balkendecken. |      |
| Pfarrhaus (Oberalting)               | Barock               | 1720      | Zweigeschossiger Barockbau mit Zeltdach und Traufgesims; fünf zu drei Fensterachsen. In den Jahren 1833 und von 1880 bis 1900 erfolgte ein Umbau des Wirtschaftsbereichs zum Wohnteil.                           |      |
| Pfarrhaus (Unterbrunn)               | Heimatstil           | 1914      | Zweigeschossiger Walmdachbau wurde im Reformstil errichtet. Er besitzt eine Eingangslaube, einen Risalit und Altane. Im Inneren zieren Jugendstilornamente Wände und Treppenabsätze.                             |      |

## Landkreis Traunstein
| Gemeinde / Ort / Adresse Koordinaten | Baustil / Gebäudetyp        | Erbaut        | Bemerkungen | Bild |
| ------------------------------------ | --------------------------- | ------------- | --- | ---- |
| Pfarrhaus Asten                      | Klassizismus                | 1880/81       | Zweieinhalbgeschossiger, spätklassizistischer Walmdachbau mit Mezzanin und eine Putzgliederung. Kubischer Baukörper mit flachem Mittelrisalit und aufgesetztem Eisenbalkon. Fassadengliederung durch Ecklisenen sowie Geschoss- und Sohlbankgesimsen.                                                                                        |      |
| Pfarrhaus Fridolfing                 | Renaissance                 | 1484 bis 1493 | Dreigeschossiger, spätgotischer Bau mit Schopfwalmdach wurde laut zwei Inschrifttafeln von 1484 bis 1493 in zwei Phasen errichtet. Während Barockzeit Erneuerung der Fassade und Stuckierung verschiedener Decken. Um 1849 Dachkonstruktion verändert und Schopfwalme neu gestaltet. Ausstattung: historische Türen, Bodenbeläge und Decken. |      |
| Pfarrhaus Klosterseeon               | im Kern spätmittelalterlich |               | Zweigeschossiger, langgestreckter Putzbau mit Walmdach wurde barockzeitlich und im 19. Jahrhundert überformt. |      |
| Pfarrhaus Niederachen                | Klassizismus                | 1811          | Zweigeschossiger Halbwalmdachbau mit drei zu sechs Fensterachsen. Er wurde 1964 im Innern vollständig erneuert. |      |
| Pfarrhaus Ruhpolding                 | Klassizismus                | 1813          | Zweigeschossiger, verputzter Massivbau mit Flachsatteldach und fünf zu vier Fensterachsen. Die Giebelseite des nach Süden ausgerichteten Wohnteils ist mit Ecklisenen, profilierten Pfettenköpfen und einer Rautentür mit Oberlicht betont. Im hinteren Gebäudeteil befand sich die Ökonomie.                                                |      |
| Pfarrhof Siegsdorf                   | Klassizismus                | 1816          | Zweigeschossiger Putzbau mit Halbwalmdach. |      |
| Kernschloss Traunstein               | Rokoko                      | 1770          | Zweigeschossiger Mansardwalmdachbau, 1898 Eckturm angebaut. Ursprünglich Gartenschlösschen. |      |

## Landkreis Weilheim-Schongau
| Gemeinde / Ort / Adresse Koordinaten | Baustil / Gebäudetyp | Erbaut  | Bemerkungen | Bild |
| ------------------------------------ | -------------------- | ------- | --- | ---- |
| Pfarrhaus Aich (Peiting)             | Klassizismus         | 1808    | Zweigeschossiger Tuffquaderbau mit Satteldach und fünf zu vier Fensterachsen. Teilweise noch bauzeitliche Treppe und die Türen vorhanden. |      |
| Pfarrhof (Bernbeuren)                | Barock               | 1724/25 | Zweigeschossiger Satteldachbau mit Traufgesims. Es wurde wohl von Johann Georg Fischer erbaut. |      |
| Pfarrhaus (Böbing)                   | Klassizismus         | 1811/12 | Zweigeschossiger, verputzter Einfirsthof mit Satteldach. Auf der Giebelseite einstige Öffnung für Ladeluke. |      |
| Pfarrhof (Burggen)                   | Barock               | 1712    | Zweigeschossiger, verputzter Steilsatteldachbau und Architekturmalerei und Rundbogenportal. |      |
| Pfarrhaus (Iffeldorf)                | Barock               | 1699    | Zweigeschossiger Massivbau mit steilem dreigeschossigem Satteldach und fünf zu vier Fensterachsen. Die Architekturmalereien mit Eckrustika, Gesimsen und Fensterfaschen sind aus der Bauzeit. Dazugehörige Remise: schmaler erdgeschossiger Satteldachbau mit Traufgesims, wurde in der ersten Hälfte des 19. Jahrhunderts errichtet und um 1900 verlängert.              |      |
| Pfarrhaus (Magnetsried)              | Jugendstil           | 1908/09 | Zweigeschossiger verputzter Quaderbau mit weit überstehendem Zeltdach und kleinem Vorbau als Eingangsbereich im Westen wurde nach Plänen des Architekten Xaver Knittl aus Tutzing errichtet. Die große Fledermausgaube wurde später hinzugefügt. |      |
| Pfarrhaus (Obereglfing)              | Klassizismus         | 1800    | Zweigeschossiger Mansardwalmdachbau mit Lisenengliederung und fünf zu drei Fensterachsen. Im Inneren haben sich neben originalen Ziegelböden einfache Rahmenstukkaturen an den Decken des Obergeschosses sowie ein Kachelofen erhalten. |      |
| Pfarrhaus (Pähl)                     | Barock               | 1722/23 | Zweigeschossiger verputzter Giebelbau mit steilem Satteldach wurde wohl von Joseph Schmuzer errichtet. Fünf zu sechs Fensterachsen. Im Obergeschoss haben sich Stuckaturen erhalten, die Thassilo Zöpf zugeschrieben und um 1765/70 datiert werden. Der dazugehörige Stadel ist ein erdgeschossiger Holzständerbau mit Satteldach und Kranausleger aus der gleichen Zeit. |      |
| Pfarrhaus (Peißenberg)               | Neorokoko            | 1905    | Zweigeschossiger Bau mit Walmdach, Zwerchhaus und Fassadengliederung wurde im Stil des Neurokoko errichtet. Das Gebäude mit vier zu drei Fensterachsen wird über eine sechsstufige Freitreppe erschlossen. Über dem Portal befindet sich ein Relief der bekrönten Muttergottes in einem Giebelfeld.                                                                       |      |
| Pfarrhaus (Peiting)                  | Klassizismus         | 1832    | Zweigeschossiger Walmdachbau mit rustizierten Ecklisenen, Portal aus Bossenwerk und fünf Fensterachsen. |      |
| Pfarrhaus Polling (bei Weilheim)     | Neoklassizismus      | 1911/12 | Zweigeschossiger Satteldachbau mit hohem, straßenseitigem Erker wurde nach Plänen des Architekten von Schad errichtet. Das Gebäude wurde 1967 modernisiert. Die Gartenmauer stammt aus dem 17./18. Jahrhundert. |      |
| Ehemaliges Pfarrhaus (Raisting)      | Barock               | 1745    | Zweigeschossiger, verputzten Satteldachbau mit verkröpftem Traufgesims sowie ein schlichtes Giebelgesims. Die Gesimse und die Fensterfaschen sind farblich abgesetzt. |      |
| Pfarrhaus (Raisting)                 | Neorokoko            | 1916    | Zweigeschossiger, kubischer Walmdachbau mit Mittelrisalit und Fledermausgaube an der Eingangsseite. |      |
| Pfarrhaus (Schongau)                 | Barock               | 1720/30 | Zweigeschossiger Satteldachbau besitzt fünf zu vier Fensterachsen. In beiden Geschossen sind noch originale Türgerüste mit aufwändig gestalteten Türblättern aus der Zeit um 1720/30 erhalten. Aus der gleichen Zeit stammen die Bandelwerkstukkaturen in einem großen Obergeschosszimmer.                                                                                |      |
| Pfarrhaus (Sindelsdorf)              | Klassizismus         | 1807/08 | Zweigeschossiger, breitgelagerte Putzbau mit steilem Walmdach; wurde auf den Grundmauern der ehemaligen Kirche St. Maria errichtet; drei zu fünf Fensterachsen. Einfriedung durch Teile der ehemaligen Friedhofsmauer aus Tuffsteinquadern aus dem 17./18. Jahrhundert.                                                                                                   |      |
| Pfarrhaus (Untereberfing)            | Klassizismus         | 1759/60 | Zweigeschossiger Putzbau mit steilem Satteldach und Rundbogenportal; fünf zu vier Fensterachsen, profiliertes Traufgesims. In den straßenseitigen Räumen des Obergeschosses befinden sich vortreffliche Rokoko-Stuckaturen. |      |
| Pfarrhaus (Wildsteig)                | Klassizismus         | 1808/09 | Zweigeschossiger Satteldachbau mit Putzgliederung und Rundbogentor in den integrierten Ökonomieteil. |      |